# ممدوح مرعي
ممدوح محي الدين مرعي (1 أبريل 1938 - 7 أكتوبر 2017) وزير العدل المصري (17 أغسطس 2006 حتى 2011 )، في حكومة الدكتور أحمد نظيف، اشتهر في الأوساط غير القضائية عقب تولية رئاسة اللجنة العامة للإشراف علي انتخابات رئاسة الجمهورية سنة 2005، إذ قام بإعلان نتيجتها بنفسه مما عرف الكافة به، يعرف عنه حزمه في إتخاذ قرراته لاسيما خلال عمله مديراً للتفتيش القضائي للمحاكم شهدت وزارة العدل طفرة اثناء تولية الوزارة وسعية لعمل عددة مشاريع لاسكان القضاة ورفع مستوي دخلهم.

## التدرج الوظيفى
- 2/11/1957 عين معاون نيابة
- 15/1/1959 عين مساعد نيابة عامة
- 1/10/1960 عين وكيلاً للنائب العام
- 12/8/1964 عين وكيلاً للنائب العام من الفئة الممتازة
- 25/8/1968 عين قاضياً بالمحاكم الابتدائية
- 5/10/1972 عين قاضيا بالمحاكم الابتدئية
- 31/8/1974 عين رئيس محكمة من الفئة (ب)
- 30/10/1976 عين رئيس محكمة من الفئة (أ)
- 19/8/1979 عين مستشاراً بمحاكم الاستئناف
- 20/8/1985 عين نائباً لرئيس محكمة الاستئناف
- 26/8/1988 عين رئيس محكمة استئناف بمحاكم الاستئناف
- 1/7/2001 عين رئيساً لمحكمة استئناف القاهرة
- 26/8/2003 عين رئيس المحكمة الدستورية العليا.[5]
- 30/6/2006 أُحيل سيادته إلى المعاش.
- 27/8/2006 عين وزيراً للعدل.

## الجهات والإدارات التي عمل بها
- في 2/11/1957 التحق للعمل بنيابة كفر الشيخ حتى 30/6/1961.
- في 1/10/1961 التحق للعمل بنيابة جنوب القاهرة حتى 30/6/1964.
- في 1/10/1964 التحق للعمل بنيابة مركز المنصورة حتى 30/9/1967.
- في 1/10/1967 التحق للعمل بنيابة استئناف المنصورة حتى 24/8/1968.
- في 25/8/1968 التحق للعمل بمحكمة شبين الكوم الابتدائية حتى 8/11/1968.
- في 9/11/1968 التحق للعمل بمحكمة الإسكندرية الابتدائية حتى 30/9/1973.
- في 1/10/1973 التحق للعمل بمحكمة كفرالشيخ الابتدائية حتى 28/11/1976.
- في 29/11/1967التحق للعمل بمحكمة أسيوط الابتدائية حتى 30/9/1977.
- في 1/10/1977 التحق للعمل بمحكمة دمنهور الابتدائية حتى الإعارة قي4/2/1979.
- في 1/10/1986 التحق للعمل بمحكمة استئناف القاهرة حتى 25/8/1988.
- قي26/8/1988 التحق للعمل بمحكمة استئناف طنطا حتى 30/9/1989.
- في 1/10/1989 التحق للعمل بمحكمة استئناف الإسكندرية حتى 30/9/1992.
- في 1/10/1992 التحق للعمل بمحكمة استئناف القاهرة حتى 30/9/1993.
- في 1/10/1993 التحق للعمل بمحكمة استئناف الإسكندرية حتى الإعارة قي1/9/95
- في 1/7/2001 رئيسا لمحكمة استئناف القاهرة حتى 25/8/2003.
- في 26/8/2003 رئيس المحكمة الدستورية العليا.

## الانتدابات والاعارات
- في 18/4/1974 ندب لرئاسة اللجان الاستئنافية لقرارات لجان الفصل في المنازعات الزراعية لدائرة محافظة كفر الشيخ لحنة مركز دسوق بصفة احتياطية.[6]
- في 24/6/1974 ندب للاشتراك في أعمال الامتحانات بكلية التجارة جامعة الإسكندرية للعام الجامعى 1973/1974.
- في 1/10/1978 ندب للعمل مفتشاً قضائياً بالإدارة العامة للتفتيش القضائى بوزارة العدل حتى الإعارة في 4/2/1979.
- في 30/10/1978 ندب لعضوية اللجان الخاصة بتصفية الحراسات على أموال وممتلكات الأشخاص الخاضعين لأحكام القانون رقم 150 لسنة 1964 حتى الإعارة في 4/2/1979.
- أعير إلى دولة الإمارات العربية المتحدة للإسهام في إنشاء محكمة استئناف دبى وعمل قاضيا بها في الفترة من 4/2/1979 حتى 9/1/1986.
- في 30/1/1986 ندب وكيلاً لإدارة التفتيش القضائى بوزارة العــدل حتى 30/9/1989.
- في 9/12/1992 ندب مساعداً لوزير العدل لشئون التفتيش القضائى حتى الإعارة في 1/9/1995.
- في 4/2/1993 ندب عضواً بالمجلس الأعلى للأزهر الشريف.
- أعير إلى دولة الكويت للعمل مستشار بمحكمة الاستئناف، قد ساهم في إنشاء إدارة التفتيش القضائى بها خـــلال الفترة مــن 1/9/1995 حتى 29/4/2001.
- في 10/3/2002 ندب رئيساً لمحكمة استئناف بنى سويف ولمدة شهر بالإضافة إلى عمله.
- ندب للتدريس بكلية الحقوق جامعة الزقازيق في العام الجامعى 86/1987.
- ندب للتدريس لطلاب الدراسات العليا بكلية التجارة جامعة الإسكندرية خلال سنوات 1988، 1989، 1990، 1991، 1992، 1993.